# El senyor de la guerra (Star Trek: Voyager)
"El senyor de la guerra" (títol original en anglès "Warlord") és el desè episodi de la tercera temporada i el 52è del total de la sèrie de televisió de ciència-ficció estatunidenca Star Trek: Voyager. Va ser dirigit per David Livingston amb una història  escrita per Andrew Price i Mark Gabeman, i guionitzada per Lisa Klink. Va debutar a la televisió el 20 novembre de 1996 a la cadena UPN.
Ambientada al segle XXIV, la sèrie segueix les aventures de la tripulació de la Flota Estel·lar i els Maquis de la nau estel·lar USS Voyager després de quedar encallats al Quadrant Delta a desenes de milers d’anys llum de distància de la resta de la Federació. En aquest episodi a tripulació es troba amb els extraterrestres Ilari, que controlen el cos de Kes durant les lluites polítiques al seu món natal. La tripulació treballa amb faccions dels extraterrestres mentre Kes lluita per mantenir el control de la seva ment.

## Sumari
Aquesta sèrie presenta els extraterrestres ficticis Ilari. Utilitzen biotecnologia avançada per transferir una personalitat a una altra persona. La sèrie presenta el personatge Tieran, un antic dictador Ilari. (Interpretat per Leigh McCloskey i Jennifer Lien en diferents situacions)
Entre les estrelles convidades hi ha Anthony Crivello com a Adin, Brad Greenquist com a Demmas, Galyn Gorg com a Nori i Charles Emmett com a Resh.

## Argument
La USS Voyager teletransporta a bord de tres persones just abans que la seva nau danyada exploti: una dona Ilari anomenada Nori, el seu marit ferit Tieran i un home Ilari anomenat Adin. Tot i que el Doctor i Kes intenten salvar-lo, Tieran mor. Poc després, Neelix s'estranya quan Kes anuncia que li agradaria passar un temps separada d'ell. Quan la "Voyager" arriba a Ilari, el líder local, conegut com "l'Autarca", envia un representant a la nau en comptes de venir ell mateix. Inexplicablement, Kes treu un faser, mata el representant i un membre de la tripulació, i escapa en una llançadora robada amb Adin i Nori. El comandant, Resh, és teletransportat a bord de la llançadora.
Kes porta la llançadora a un campament militar, es reuneix amb el comandant, Resh, i pren el comandament de les tropes que esperen. Es revela que hi ha alguna cosa que controla el cos de Kes. Quan Resh pregunta amb menyspreu a l'entitat que hi ha dins de Kes per què va prendre "una nena petita" per amfitriona, ell respon fent que li sagni el nas a Resh. Aleshores explica que Kes té telequinesi i és útil per als seus plans. Mentrestant, Janeway es reuneix amb Demmas, el fill gran de l'Autarca, que explica que el cos de Kes ara està habitat per Tieran, un antic governant ilarià que va ser enderrocat per l'avantpassat de Demmas fa 200 anys. Des de llavors, Tieran ha viscut transferint la seva ment a una sèrie de cossos amfitrions. Janeway accepta ajudar Demmas a aturar Kes/Tieran, però abans que pugui, Tieran mata l'Autarca davant del germà petit de Demmas, Ameron, i es nomena a si mateix el nou Autarca.
Kes/Tieran intenta enverinar els pensaments d'Ameron contra Demmas i l'insta a cooperar amb el nou règim. Mentrestant, el Doctor dissenya un estimulador sinàptic que eliminarà el patró neuronal de Tieran de Kes, si s'acosten prou per utilitzar-lo. Tuvok es teletransporta al palau de l'Autarca, però és ràpidament atrapat i empresonat. Quan Kes/Tieran interroga Tuvok, el vulcanià aconsegueix iniciar una fusió mental i parlar directament amb Kes, que li diu a Tuvok que està lluitant contra Tieran pel control.
Kes/Tieran ordena a la "Voyager" que abandoni l'òrbita, però l'estrès de la batalla mental entre Kes i Tieran fa que Kes/Tieran mati Adin. Després d'una sèrie de maniobres, Tieran finalment queda aïllat i destruït. Demmas, l'hereu legítim, es converteix en Autarca. En una fusió mental amb Tuvok, Kes admet amb tristesa que ja no tindrà la mateixa relació amb els seus amics de la Voyager, especialment amb Neelix. (Això presagia la seva futura ruptura quan els seus creixents poders mentals la facin abandonar la Voyager). Tuvok li explica que ha d'utilitzar aquesta experiència de vida per aprendre i créixer.

## Actors convidats
- Anthony Crivello – Adin
- Brad Greenquist – Demmas
- Galyn Görg – Nori
- Charles Emmett – Resh
- Karl Wiedergott – Ameron
- Leigh McCloskey – Tieran

## Recepció
La qualificació Nielsen per a l’episodi quan es va emetre per primera vegada a UPN va ser de 4,7 punts.
Jim's Reviews el va resumir com "Kes en un viatge de poder" i li va donar una puntuació de 7,25 sobre 10. Jammer's Reviews li va donar 2,5 sobre 4 estrelles i va elogiar l'actuació de Lien.

## Llançaments domèstics
"El senyor de la guerra" es va estrenar en DVD el 6 de juliol de 2004 com a part de Star Trek Voyager: Complete Third Season, amb àudio Dolby 5.1 surround. El DVD de la temporada 3 es va publicar al Regne Unit el 6 de setembre de 2004.
El 2017, la sèrie de televisió completa Star Trek: Voyager es va publicar en un caixa recopilatòria de DVD, que incloïa "El senyor de la  guerra" com a part dels discs de la temporada 3.
"El senyor de la guerra" es va publicar en LaserDisc al Japó el 25 de juny de 1999, com a part del conjunt 3rd season vol.1.